# Lipofuszin

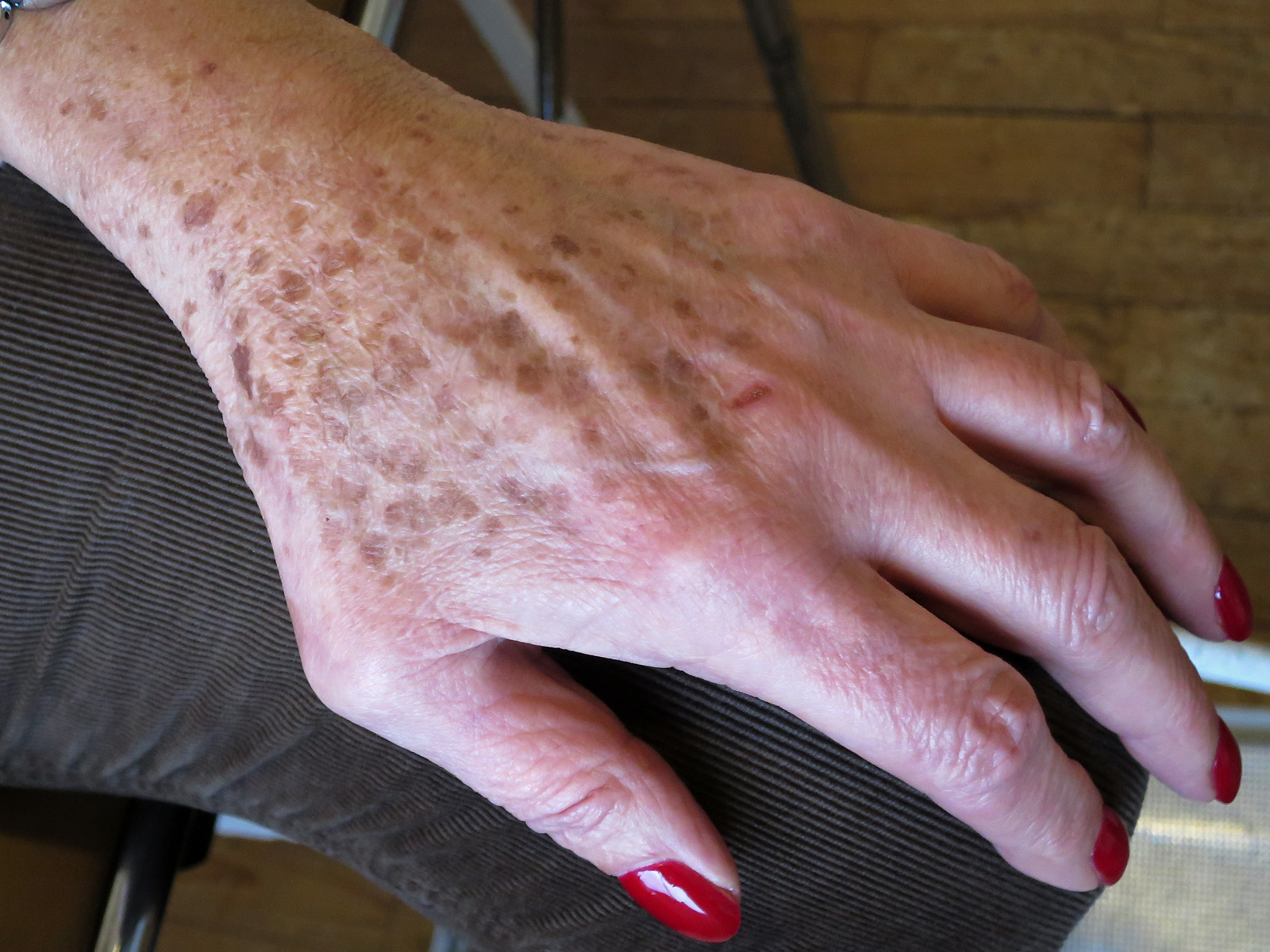
Altersflecken enthalten viel Lipofuszin

Lipofuszin, auch Lipofuscin geschrieben und häufig als Alterspigment bezeichnet, ist ein gelb-braunes quervernetztes Aggregat, bestehend aus oxidierten Protein- (30 % bis 58 %) und Lipidclustern (19 % bis 51 %), das sich besonders in Herzmuskel-, Hepatozyten und Nervenzellen sowie im retinalen Pigmentepithel (RPE), eine spezielle Schicht von Zellen im hinteren Teil des Auges, mit der Zeit akkumuliert. Lipofuszin findet sich primär in den Telolysosomen (residual bodies), Vakuolen aus der Fusion von Lysosomen mit Organellen oder Phagosomen.
Es ist mikroskopisch im Zellkern als dunkles Feld sichtbar. Es besitzt eine Fluoreszenz im gelben bis gelbroten Spektrum. Mit zunehmendem Alter verdichtet sich dieses endogene Pigment und verfärbt die Haut an einigen Stellen bräunlich. Lipofuszin entsteht als nicht weiter verwertbares und abbaubares Abfallprodukt durch oxidativen Stress an Proteinen (Proteinoxidation) und Lipiden (Lipidperoxidation). Es wird unter anderem von den Herzmuskelzellen gespeichert. Das Pigment ist auch Gegenstand der Altersforschung.
Beim Krankheitsbild der Neuronalen Ceroid-Lipofuszinose ist eine übermäßige Anhäufung von Lipofuscin in Nervenzellen des Gehirns festzustellen, die als Ursache für Nervenzelluntergänge angesehen wird. Es handelt sich um eine neurodegenerative Erkrankung. Bei Typ 3 dieser Krankheit (Morbus Batten) besteht der Großteil der Anhäufung jedoch aus einer lipophilen Untereinheit der ATP-Synthase.
Bei der altersbedingten Makuladegeneration (AMD) erfolgt mit zunehmendem Alter eine nahezu lineare Akkumulation des Lipofuszins in den RPE-Zellen. Eine zu starke Ansammlung des Lipofuszins im RPE führt zu einer Beeinträchtigung von Funktion und Lebensfähigkeit der Zellen des RPE und schließlich zu deren Absterben. Der fortschreitende Verlust immer größerer Areale des RPE („geographische Atrophie“) bewirkt das Absterben der sich darüber befindlichen Photorezeptoren.
2012 wurde festgestellt, dass Lipofuszin aus RPE-Zellen von Affen und Menschen medikamentös entfernt werden kann.
Lipofuszin kann mit Hilfe von Melanin und Medikamenten durch einen neu entdeckten Mechanismus (Chemiexcitation) abgebaut werden.